# Fort Tasso
Das Fort Tasso war ein Fort der Royal African Company auf der Insel Tasso in Sierra Leone. Die im 17. Jahrhundert errichtete Festungsanlage diente vor allem dem Sklavenhandel sowie dem Handel landwirtschaftlicher Erzeugnisse.
Das Fort wurde spätestens 1660 (anderen Quellen nach 1662) von britischen Kolonialisten errichtet. Bereits vier Jahre später wurde es unter dem niederländischen Admiral Michiel de Ruyter überfallen, der unter anderem 500 Stoßzähne erbeutete und das Fort zerstörte.
Ab 1680 diente ein neu errichtetes Fort als einer der drei großen Sklavenstandorte der Royal African Company.